# Havelock (Quebec)
Havelock es un municipio-cantón de la provincia de Quebec, Canadá y es una de las 1135 municipalidades en las que está dividido administrativamente el territorio de dicha provincia. Cálculos gubernamentales estiman que en fecha del 1° de julio de 2011 en la municipalidad habían 773 habitantes. Havelock se encuentra en el condado régional del Haut-Saint-Laurent y a su vez, en la región del Vallée-du-Haut-Saint-Laurent en Montérégie. Hace parte de las circunscripciones electorales de Huntingdon a nivel provincial y de Beauharnois−Salaberry a nivel federal.